# Aulacocalyx laxiflora
Aulacocalyx laxiflora är en måreväxtart som beskrevs av Ernest Marie Antoine Petit. Aulacocalyx laxiflora ingår i släktet Aulacocalyx och familjen måreväxter. Inga underarter finns listade i Catalogue of Life.